# Oettinger Davidoff
 (juin 2015).
Pour les articles homonymes, voir Davidoff (homonymie).
Oettinger Davidoff est une entreprise de l'industrie du tabac, acquise en 2008 par le fabricant de tabac britannique Imperial Tobacco (depuis renommé Imperial Brands). Davidoff fabrique et commercialise principalement des cigares, des pipes et des mélanges de tabacs pour pipe ainsi que des accessoires pour fumeurs et des produits de luxe (parfums, maroquinerie, instruments d'écriture, montres, lunettes, café, cognac).

## Groupe Oettinger Davidoff
Groupement de six marques de tabac distribuées dans le monde entier, le groupe est également producteur et importateur. Oettinger Davidoff a son siège à Bâle, en Suisse.
Il fournit un assortiment de produits directement issus du tabac ainsi que des produits dérivés, à de grandes chaînes de distribution, aux magasins de tabac et à la branche de l'hôtellerie et de la restauration. En Suisse, certaines entreprises du groupe sont également actives dans l'importation et la vente en gros de confiseries.
Le Groupe Oettinger Davidoff, en associant diverses fonctions apparentées, est divisé en quatre entités commerciales. Elles s'occupent de la production, de l'import-export, de la vente en gros et au détail.
Elle est fabriquée sous licence par le groupe allemand Reemtsma Cigarettenfabriken GmbH jusqu'en 2008, date de son rachat par Imperial Tobacco.

## Historique
La maison Davidoff a été créée à Genève au début du XXe siècle par Henri Davidoff, le père de Zino. Le magasin de tabac ouvert par la famille Davidoff allait devenir une marque de notoriété mondiale.
En 1925, âgé de 19 ans, Zino Davidoff se rend en Argentine, puis au Brésil et à Cuba, où il apprend la fabrication des cigares. Cinq ans plus tard, de retour à Genève, il propose à son père de créer une section de cigares de La Havane. Grâce à de solides amitiés, il les baptise des noms des cinq plus célèbres vignobles français. À 65 ans, il vend son entreprise au Dr Ernst Schneider, président du conseil d'administration d'Oettinger IMEX AG jusqu'en 2006.
- 1875 : Max Oettinger ouvre son premier magasin spécialisé dans les cigares sous le nom de « Habana-Haus » à Bâle (Suisse).
- 1920 : Pour financer son entreprise, Max Oettinger fonde la société anonyme Max Oettinger AG.
- 1926 : Les problèmes de paiement de certains clients mettent l'entreprise en difficulté. Les créanciers, dont certains fabricants de tabac, chargent le négociant George Huppuch d'assainir la société. Il stoppe les importations, sources de pertes, vend les magasins de détail, concentre les activités sur le commerce en gros et installe un nouveau siège à la Nauenstrasse, à Bâle (siège actuel du Groupe).
- 1940 : Au début des années 1940, Georges Huppuch rachète  l'ensemble des actions de Max Oettinger AG.
- 1944 resp. 1947 : Les gendres de G. Huppuch, Harding Joering et le Dr Ernst Schneider, entrent dans l'entreprise. La famille Schneider est actuellement (en 2007) l'unique propriétaire de l'entreprise.
- 1959 : Fondation de Oettinger IMEX AG.
- 1961 : Ernst Schneider prend la direction de l'entreprise et la développe par étape successive.
- 1965 : Rachat de Naegeli zum Tabakfass AG
- 1969 : Rachat de Säuberli et Co AG, Suhr
- 1970 : Le Groupe Oettinger reprend le magasin genevois de Zino Davidoff. Ernest Schneider entreprend de positionner Davidoff comme une marque internationale.
- 1973 : Acquisition de Zabia SA, Belgique
- 1975 : Achat de Säuberli AG, Bâle
- 1978 : Achat de Pronk Import B.V., Pays-Bas
- 1985 : Le Dr Schneider lance la distribution de produits Davidoff sous licence au niveau mondial.
- 1988 : Fondation de Davidoff of Geneva Inc. aux États-Unis.
- 1989 : Prise de participation dans Tabacos Dominicanos SA.
- 1990 : Achat de Cigomat AG et de Belerive SA, France.
- 1991 : Les cigares Davidoff sont désormais fabriqués en République dominicaine.
- 1994 : Zino Davidoff meurt à l'âge de 88 ans à Genève (Suisse).
- 1995 : Achat de A. Dürr & Co AG.
- 1997 : Fondation de CIDAV Corporation SA et de OK Cigar Corporation SA à Saint-Domingue.
- 1998 : Achat de Cruspi SA, importateur général de friandises. Achat de Wolsdorff GmbH à Hambourg chaîne allemande de détaillants en tabac.
- 1999 : Ouverture de Distripack GmbH à Weil am Rhein (Allemagne).
- 2000 : Le Groupe Oettinger Davidoff fête ses 125 ans. Reprise de Tadisa SA.
- 2001 : Les activités de vente en gros des deux sociétés Max Oettinger AG et Säuberli & Co SA sont réunies sous la nouvelle raison sociale Contadis AG, à Oberentfelden (Suisse). Acquisition du grossiste en friandises Sügro Interchoc AG.
- 2002 : Wolsdorff GmbH reprend 81 succursales employant plus de 500 personnes en Allemagne à la suite de la faillite du groupe Distrigit.
- 2005 : Fondation de la société Contashop AG, gestion des boutiques de stations-services.
- 2008 : Le Groupe Oettinger Davidoff Acquiert Camacho Cigars au Honduras.
- 2009 : Le groupe réalise une acquisition stratégique par le rachat d'un producteur de cigares supplémentaire aux États-Unis, Cusano Cigars.

Ernst Schneider est décédé mardi 13 octobre 2009, à l'âge de 88 ans, après une brève maladie.